# Маунт-Плезант (Теннессі)
Маунт-Плезант (англ. Mount Pleasant) — місто (англ. city) в США, в окрузі Морі штату Теннессі. Населення — 4784 особи (2020).

## Географія
Маунт-Плезант розташований за координатами 35°33′43″ пн. ш. 87°9′43″ зх. д. / 35.56194° пн. ш. 87.16194° зх. д. (35.562082, -87.161900).  За даними Бюро перепису населення США в 2010 році місто мало площу 31,91 км², з яких 31,84 км² — суходіл та 0,07 км² — водойми.

## Демографія
Згідно з переписом 2010 року, у місті мешкала 4561 особа в 1838 домогосподарствах у складі 1222 родин. Густота населення становила 143 особи/км².  Було 2126 помешкань (67/км²).
Расовий склад населення:
| - 75,7 % — білих - 20,7 % — чорних або афроамериканців - 0,4 % — корінних американців - 0,2 % — азіатів |

До двох чи більше рас належало 2,2 %. Частка іспаномовних становила 2,0 % від усіх жителів.
За віковим діапазоном населення розподілялося таким чином: 24,9 % — особи молодші 18 років, 60,0 % — особи у віці 18—64 років, 15,1 % — особи у віці 65 років та старші. Медіана віку мешканця становила 39,6 року. На 100 осіб жіночої статі у місті припадало 87,1 чоловіків;  на 100 жінок у віці від 18 років та старших — 80,0 чоловіків також старших 18 років.
Середній дохід на одне домашнє господарство  становив 49 478 доларів США (медіана — 34 963), а середній дохід на одну сім'ю — 63 793 долари (медіана — 52 443). Медіана доходів становила 42 202 долари для чоловіків та 34 907 доларів для жінок. За межею бідності перебувало 25,7 % осіб, у тому числі 32,8 % дітей у віці до 18 років та 5,9 % осіб у віці 65 років та старших.
Цивільне працевлаштоване населення становило 1773 особи. Основні галузі зайнятості: освіта, охорона здоров'я та соціальна допомога — 20,9 %, науковці, спеціалісти, менеджери — 10,0 %, виробництво — 9,8 %.